# SG Polizei Brandenburg
Die SG Polizei Brandenburg war ein deutscher Fußballverein aus der brandenburgischen Stadt Brandenburg an der Havel.

## Geschichte
Nach dem Zweiten Weltkrieg erfolgte überall in der SBZ die Gründung von regionalen Sportgemeinschaften. So entstand unter anderem neben der SG Brandenburg-West (dem heutigen Brandenburger SC Süd 05) die SG Brandenburg-Nord, die sich schon bald in SG Polizei Brandenburg umbenannte. 1946/47 wurde erstmals die Fußball-Landesmeisterschaft Brandenburgs ausgetragen. Die SG Polizei Brandenburg erreichte in ihrer Gruppe Platz 1 und qualifizierte sich somit für die K.-o.-Phase, bei der Brandenburg jedoch nach einer 2:4-Auswärtsniederlage gegen die SG Cottbus-Ost bereits im Viertelfinale ausschied. Ab 1948/49 wurde die damals erstklassige Landesklasse Brandenburg im Rundenturnier ausgetragen, SG Polizei Brandenburg spielte in der Staffel West. Der Verein verpasste jedoch mit dem 9. Platz den Klassenerhalt und musste in die Bezirksklasse absteigen. Auch blieb man in dieser Spielzeit weit hinter dem Lokalrivalen SG Brandenburg-West. 1949 erfolgte die Umbenennung in BSG Konsum Brandenburg. Um dem Problem mangelnder Spielqualität zu begegnen, wurde 1949 die BSG Konsum mit der BSG Traktorenwerke Brandenburg (SG Brandenburg-West) und der BSG Ernst-Thälmann Brandenburg zur ZSG Werner Seelenbinder Brandenburg fusioniert.